# René Hannemann
René Hannemann (Bad Belzig, 9 ottobre 1968) è un ex bobbista tedesco.

## Biografia
Ai XVI Giochi olimpici invernali (edizione disputatasi nel 1992 a Albertville, Francia) vinse la medaglia d'argento nel Bob a quattro con i connazionali Wolfgang Hoppe, Bogdan Musiol e Axel Kühn, partecipando per la nazionale tedesca, venendo superati dalla nazionale austriaca e superando quella svizzera.
Il tempo totalizzato fu di 3:53,92, solo due centesimi in più della prima classificata 3:53,90. Vinse anche un bronzo ai Bob ai XVII Giochi olimpici invernali nel bob a quattro con Wolfgang Hoppe, Ulf Hielscher e Carsten Embach con un tempo di 3:28,01.
Inoltre ai campionati mondiali vinse numerose medaglie:
- nel 1991, bronzo nel bob a due;[3]
- nel 1993, bronzo nel bob a due;
- nel 1995, oro nel bob a quattro con Wolfgang Hoppe, Ulf Hielscher e Carsten Embach[4]
- nel 1997, oro nel bob a quattro con Wolfgang Hoppe, Sven Rühr e Carsten Embach.